# Closing the Ring
Closing the Ring (Brasil: Um amor para toda a vida / Portugal: O Elo do Amor) é um filme americano de 2007, do gênero romance, dirigido por Richard Attenborough e estrelado por Mischa Barton e Shirley MacLaine. Estreou a 30 de Abril de 2009 em Portugal.

## Sinopse
Teddy Gordon, Jack Etty e Chuck Harris, são três grandes amigos, todos integrantes da aeronáutica. Os três acabam por se apaixonar pela mesma mulher: Ethel Ann. Só que esta ama Teddy e com ele vive uma história de amor. Após o ataque japonês a Pearl Harbor, novamente o trio é convocado à guerrear. Nesse meio tempo, Ethel e Teddy decidem por se casar às escondidas, com ele partindo com a aliança dela. Sabendo que Chuck ama sua namorada, Teddy faz um acordo com ele, para que o mesmo cuide de Ethel caso ele vir a falecer durante a guerra.

## Elenco
| Ator                | Papel                   |
| ------------------- | ----------------------- |
| Mischa Barton       | Ethel Ann - jovem       |
| Gregory Smith       | Jack Etty - jovem       |
| Stephen Amell       | Teddy Gordon            |
| David Alpay         | Chuck Harris            |
| Shirley MacLaine    | Ethel Ann               |
| Christopher Plummer | Jack Etty               |
| Brenda Fricker      | Avó Reilly              |
| Martin McCann       | Jimmy Reilly            |
| Pete Postlethwaite  | Michael Quinlan         |
| John Travers        | Michael Quinlan - jovem |
| Neve Campbell       | Marie                   |
| Paul Charlton       | Recruta Thompson        |
| Tom Collins         | Fergus                  |
| Anthony Finigan     | Chubb                   |
| Allan Hawco         | Peter Etty              |
| Kirsty Stuart       | Eleanor Reilly          |